# Torquigener hicksi
Torquigener hicksi és una espècie de peix de la família dels tetraodòntids i de l'ordre dels tetraodontiformes.

## Morfologia
- Els mascles poden assolir 13 cm de longitud total.[4][5]

## Hàbitat
És un peix marí, de clima tropical i demersal.

## Distribució geogràfica
Es troba a Indonèsia i el nord-oest d'Austràlia.

## Observacions
És verinós per als humans.